# Munthers Båtbyggeri
Munthers Båtbyggeri är ett tidigare träbåtsvarv för småbåtar, som grundades 1896 av skepparen Karl Gabriel Munther (1869–1948) i byn Stubbered vid östra sidan av Göta älv, omkring fem kilometer sydost om centrum i Trollhättan. Munthers Båtbyggeri tillverkade fritidsbåtar, livbåtar, ekor och strömbåtar. Sammanlagt byggdes fram till 1965 fler än ett tusen båtar. Bäst gick det för varvet under åren 1945–1955, då varvet hade åtta anställda.

## Historik

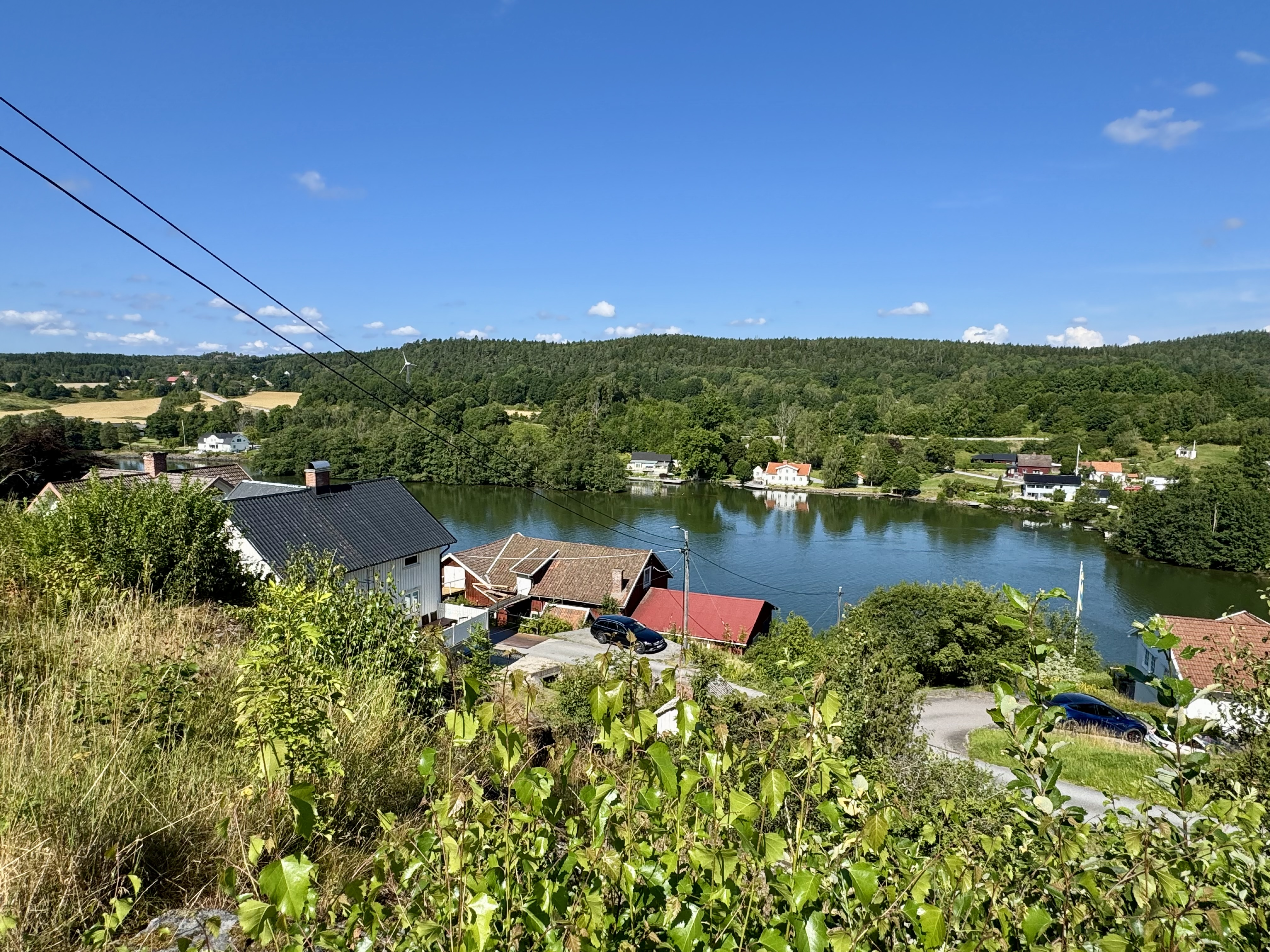
I förgrunden Munthers Båtbyggeri, med varvsbyggnader nere vid Göta älv. Till vänster skymtar taken till boningshus.
På motsatta sidan av älven Åkerström och Åkerströms naturreservat.

Karl Gabriel Munther bodde i Åkerström, men kunde inte få tag i mark där för sitt planerade småbåtsvarv, utan etablerade det tvärs över älven i Stubbered. Varvet uppfördes på en naturlig hög avsats på den branta sluttningen mot älven. Till en början var båtbyggeriet endast en bisyssla vintertid för Munther, som lärt sig att bygga båtar av sin fritidsbyggande far Gustav. Karl Gabriel Munther började bygga båtar på heltid i 40-årsåldern. 
Sönerna Gustav (1896–1990) och John (1898–1983) tog över verksamheten efter sin far. John lämnade efter några år varvet, men Gustav fortsatte verksamheten fram till sin pension 1965. Antalet sysselsatta varierade över åren mellan två och åtta personer. Gustav Munther fortsatte efter sin pension att bygga båtar som hobby fram till 1980.

## Byggnaderna
Varvet består av själva båtbyggarverkstaden, ett båtskjul, en lagerbyggnad, ett virkesförråd och en smedja. Anläggningen uppfördes i tre etapper. Sannolikt är den äldsta delen byggd omkring 1912, den andra etappen kring 1924 och den tredje efter 1940. Den äldsta delen är byggd i vinkel mot älven, medan etapp två och tre har byggts längs med älven. På den faluröda träfasaden mot Göta älv finns texten med stora vita bokstäver: "Munters Båtbyggeri - Åkerström -Skeppsbåtar - Roddbåtar - Tel. TN 80/8”.
Mycket av utrustningen finns kvar, bland annat en komplett central remdrift och en basugn.